# Калныньш, Леонид
Леонид Ка́лныньш (латыш. Leonīds Kalniņš, род. 13 февраля 1957) — бывший командующий Национальными вооружёнными силами Латвии (2017—2025), генерал-лейтенант. Награждён орденом Виестура 4-й степени с мечами (2008) и эстонским орденом Орлиного креста 1 класса (2023).

## Биография
Родился 13 февраля 1957 года в Пышкино-Троицком районе Томской области в семье репрессированного в 1949 году учителя математики и физики. После окончания средней школы в Добеле в 1975 году поступил в Вильнюсское высшее командное училище радиоэлектроники ПВО. После окончания училища 5 лет работал в гражданской сфере, затем вновь был призван в ряды ВС СССР. В 1990 году окончил Военно-инженерную радиотехническую академию ПВО имени Маршала Советского Союза Л. А. Говорова (ныне Харьковский национальный университет Воздушных Сил имени Ивана Кожедуба). С 1997 года начал службу в 51-м батальоне Земессардзе. В 2003 году был назначен командиром Учебного центра разведчиков. С 2003 по 2005 год служил в Командовании управления обучением. В 2006 году заместитель командующего латвийским контингентом в Ираке. В 2011 году окончил курс офицера генштаба в колледже командования армией и генштаба в США. В 2013 году окончил курс высшего командного состава в Балтийском колледже обороны (Эстония). С 28 июня 2016 года — начальник Объединённого штаба НВС, с 27 января 2017 года назначен командующим Национальными вооружёнными силами Латвии (в должности до января 2025 года).